# Married with Secrets
Married with Secrets ist eine US-amerikanische Krimi-Dokumentationsreihe, die seit dem 25. Oktober 2016 auf dem US-amerikanischen Sender Investigation Discovery ausgestrahlt wird. Die deutschsprachige Erstausstrahlung erfolgt ab dem 9. Oktober 2018 auf dem deutschen Sender TLC.

## Konzept
In der Fernsehsendung werden US-amerikanische Kriminalfälle rekonstruiert. Dabei werden szenische Darstellungen verwendet sowie Interviews mit den Angehörigen der Opfer, den damaligen Ermittlern und Anwälten sowie mit Krimiexperten geführt.
In jeder Folge wird ein Fall behandelt; Sie handeln von Beziehungen, bei denen ein Ehepartner ein geheimes zweites Leben führt und Geheimnisse in sich trägt, die ihn auf die schiefe Bahn führen oder zu Mord veranlassen.

## Ausstrahlung
| Staffel | Episoden- anzahl | Erstausstrahlung USA | Erstausstrahlung USA | Erstausstrahlung D | Erstausstrahlung D |
| Staffel | Episoden- anzahl | Premiere             | Finale               | Premiere           | Finale             |
| ------- | ---------------- | -------------------- | -------------------- | ------------------ | ------------------ |
| 1       | 8                | 25. Okt. 2016        | 13. Dez. 2016        | 9. Okt. 2018       | 27. Nov. 2018      |
| 2       | 10               | 1. Dez. 2017         | 2. Feb. 2018         | 4. Dez. 2018       | –                  |

Seit dem 25. Oktober 2016 wird die Dokumentationsreihe auf dem US-amerikanischen Sender Investigation Discovery ausgestrahlt wird. Während die erste achtteilige Staffel dienstags um 22 Uhr ausgestrahlt wurde, wurde die zweite zehnteilige Staffeln zunächst freitags um 22 Uhr (Folge 1–2) und später freitags um 21 Uhr (Folge 3–10) ausgestrahlt.
Die deutschsprachige Erstausstrahlung erfolgt ab dem 9. Oktober 2018 auf dem deutschen Sender TLC.  Die Übersetzung und Ausstrahlung orientiert sich dabei nicht nach der ursprünglichen Einteilung der Folgen. Zudem wird die deutsche Fassung durch die Schauspielerin Veronica Ferres moderiert. Zunächst war geplant, die erste Staffel ab dem 13. Oktober 2018 samstags um 21:15 Uhr auf TLC auszustrahlen. Jedoch wurde der Starttermin auf den 9. Oktober 2018 vorverschoben sowie den Sendeplatz auf Dienstag um 22:15 Uhr gelegt. Die erste Folge wurde jedoch erstmals am Mittwoch, den 3. Oktober 2018 online in der TLC Mediathek veröffentlicht. Ab dem 16. April 2019 werden die restlichen neun Folgen der zweiten Staffel auf TLC ausgestrahlt.